# Liste des édifices romans en Bretagne
La liste des édifices romans en Bretagne recense les édifices romans civils et religieux en Région Bretagne, subsistant totalement ou partiellement. Seuls les édifices présentant encore des parties de l'époque romane visibles et clairement identifiées sont pris en compte (les dates sont celles majoritairement indiquées dans les descriptions des édifices, les dates d'édifications faisant débat sur la période).
Les mottes castrales et enceintes de terre levée, fortifications emblématique de la période, se comptent par centaines en Bretagne (l’Ille-et-Vilaine en recense 280 à elle seule). Du fait de la difficulté de les dater, seules celles  protégées au titre des Monuments historiques ont été intégrées à la liste.
Tous les ouvrages spécialisés analysant l’art roman breton selon les limites géographiques du Duché de Bretagne, se référer en complément à la Liste des édifices romans en Loire-Atlantique.

## Liste
| Département     | Commune                     | Édifice                                                     | Protection | Descriptif                                                                                             | Décor                                                                   | Illustration | Géolocalisation                    |
| --------------- | --------------------------- | ----------------------------------------------------------- | --- | --- | ----------------------------------------------------------------------- | ------------ | ---------------------------------- |
| Côtes-d'Armor   | Bourseul                    | Église Saint Nicodeme de Bourseul                           | Inscrit MH (1964) « PA00089039 », notice no PA00089039                                                                          | Portail sud du XIIe siècle.                                                                            | Chapiteaux sculptés.                                                    |              | 48° 29′ 14″ nord, 2° 15′ 30″ ouest |
| Côtes-d'Armor   | Bourbriac                   | Église Saint-Briac de Bourbriac                             | Classé MH (1907) « PA00089077 », notice no PA00089077                                                                           | Crypte du XIe ou XIIe siècle, croisée et transept nord du XIIe siècle.                                 | Chapiteaux sculptés.                                                    |              | 48° 28′ 26″ nord, 3° 11′ 14″ ouest |
| Côtes-d'Armor   | Brélévenez                  | Église de la Trinité de Brélévenez                          | Classé MH (1909) « PA00089279 », notice no PA00089279                                                                           | Nef et chœur du XIIe siècle.                                                                           | Chapiteaux et modillons sculptés.                                       |              | 48° 44′ 09″ nord, 3° 27′ 32″ ouest |
| Côtes-d'Armor   | Carnoët                     | Motte castrale de Rospellem                                 | Inscrit MH (1995) « PA00135353 », notice no PA00135353                                                                          | Motte avec basse-cour.                                                                                 |                                                                         |              | 48° 23′ 27″ nord, 3° 36′ 08″ ouest |
| Côtes-d'Armor   | Corseul                     | Château de Montafilan                                       | Inscrit MH (1926) « PA00089067 », notice no PA00089067                                                                          | Partiellement du XIIe siècle (notamment petite archère dans la tour nord)                              |                                                                         |              | 48° 29′ 08″ nord, 2° 11′ 25″ ouest |
| Côtes-d'Armor   | Créhen                      | Église Saint-Pierre de Créhen                               | | Portail sud, murs de la nef et du chevet, XIe siècle.                                                  |                                                                         |              | 48° 32′ 49″ nord, 2° 12′ 51″ ouest |
| Côtes-d'Armor   | Dinan                       | Basilique Saint-Sauveur de Dinan                            | Classé MH (1862) « PA00089077 », notice no PA00089077                                                                           | Bas de la façade et sud de la nef du XIIe siècle.                                                      | Portail sculpté. Chapiteaux sculptés.                                   |              | 48° 27′ 13″ nord, 2° 02′ 30″ ouest |
| Côtes-d'Armor   | Dinan                       | Chapelle Saint-Joachim                                      | | Chœur partiellement du XIIe siècle                                                                     | Chapiteaux sculptés.                                                    |              | 48° 27′ 28″ nord, 2° 02′ 31″ ouest |
| Côtes-d'Armor   | Erquy                       | Église Saint-Pierre et Saint-Paul d’Erquy                   | | Nef romane.                                                                                            |                                                                         |              | 48° 37′ 42″ nord, 2° 27′ 51″ ouest |
| Côtes-d'Armor   | Guingamp                    | Basilique Notre-Dame-du-Bon-Secours de Guingamp             | Classé MH (1914) « PA00089179 », notice no PA00089179                                                                           | Croisée de transept du XIe ou XIIe siècle apparente au dessus des renforcements du XIVe ou XVe siècle. |                                                                         |              | 48° 33′ 40″ nord, 3° 09′ 04″ ouest |
| Côtes-d'Armor   | Guingamp                    | Chapelle Saint-Léonard                                      | | Croisée du transept du XIIe siècle.                                                                    |                                                                         |              | 48° 34′ 04″ nord, 3° 09′ 26″ ouest |
| Côtes-d'Armor   | Hillion                     | Église Saint-Jean-Baptiste d'Hillion                        | Inscrit MH (1970) « PA00089205 », notice no PA00089205                                                                          | Partie supérieure des murs de la nef du XIe siècle.                                                    |                                                                         |              | 48° 30′ 51″ nord, 2° 40′ 08″ ouest |
| Côtes-d'Armor   | Lamballe                    | Collégiale Notre-Dame de Lamballe                           | Classé MH (1862) « PA00089222 », notice no PA00089222                                                                           | Portail nord et transept nord du XIIe siècle.                                                          | Chapiteaux sculptés.                                                    |              | 48° 28′ 16″ nord, 2° 30′ 45″ ouest |
| Côtes-d'Armor   | Lamballe                    | Église Saint-Martin de Lamballe                             | Classé MH (1907) « PA00089224 », notice no PA00089224                                                                           | Nef et portail sud du XIe ou XIIe siècle.                                                              | Chapiteaux sculptés porte sud.                                          |              | 48° 28′ 24″ nord, 2° 31′ 07″ ouest |
| Côtes-d'Armor   | Langast                     | Église Saint-Gal de Langast                                 | Classé MH (1981) « PA00089245 », notice no PA00089245                                                                           | Nef du Xe siècle ou XIe siècle.                                                                        | Peintures murales du XIe ou XIIe siècle ?                               |              | 48° 16′ 49″ nord, 2° 39′ 45″ ouest |
| Côtes-d'Armor   | Lanleff                     | Rotonde dite Temple de Lanleff                              | Classé MH (1889) « PA00089253 », notice no PA00089253                                                                           | Ruine. Rotonde du XIe ou XIIe siècle.                                                                  | Chapiteaux sculptés.                                                    |              | 48° 41′ 42″ nord, 3° 02′ 45″ ouest |
| Côtes-d'Armor   | Lanmodez                    | Oratoire de Saint Maudez de l'île Maudez                    | Classé MH (1911) « IA00004496 », notice no IA00004496                                                                           | Voûte sur croisée d’ogive primitive, XIIe siècle ?                                                     | Vestiges de sculptures, pignon ouest de l'abbatiale.                    |              | 48° 51′ 43″ nord, 3° 02′ 17″ ouest |
| Côtes-d'Armor   | Lanmodez                    | Ancienne église priorale de l'île Maudez                    | | Majoritairement XIe et XIIe siècle                                                                     |                                                                         |              | 48° 51′ 43″ nord, 3° 02′ 08″ ouest |
| Côtes-d'Armor   | Morieux                     | Église Saint-Gobrien de Morieux                             | Classé MH (1995) « PA00089758 », notice no PA00089758                                                                           | Nef du XIe ou XIIe siècle.                                                                             | Peintures murales partiellement romanes.                                |              | 48° 31′ 21″ nord, 2° 36′ 34″ ouest |
| Côtes-d'Armor   | Perros-Guirec               | Église Saint-Jacques de Perros-Guirec                       | Classé MH (1901) « PA00089383 », notice no PA00089383                                                                           | Nef du XIIe siècle.                                                                                    | Chapiteaux sculptés.                                                    |              | 48° 48′ 52″ nord, 3° 26′ 35″ ouest |
| Côtes-d'Armor   | Pléboulle                   | Tour de Montbran                                            | Inscrit MH (1994)« PA00132548 », notice no PA00132548                                                                           | Ruine. Tour du XIIe siècle.                                                                            |                                                                         |              | 48° 35′ 38″ nord, 2° 21′ 23″ ouest |
| Côtes-d'Armor   | Plélauff                    | Château de Castel Cran                                      | | Vestiges d’enceinte de pierre, de tour-porte et de donjon (?) sur éperon barré, Xe – XIe siècle        |                                                                         |              | 48° 13′ 03″ nord, 3° 09′ 52″ ouest |
| Côtes-d'Armor   | Plénée-Jugon                | Abbaye Notre-Dame de Boquen                                 | Classé MH (1938) « PA00089413 », notice no PA00089413                                                                           | Abbatiale cistercienne et ruines de la salle capitulaire du XIIe siècle.                               | Chapiteaux sculptés.                                                    |              | 48° 20′ 04″ nord, 2° 27′ 33″ ouest |
| Côtes-d'Armor   | Pléven                      | Mottes castrales dites Les Bourgs Heusas                    | Classé MH (1961) « PA00089446 », notice no PA00089446                                                                           | |                                                                         |              | 48° 29′ 05″ nord, 2° 18′ 48″ ouest |
| Côtes-d'Armor   | Plougrescant                | Chapelle Saint-Gonéry                                       | Classé MH (1911) « PA00089481 », notice no PA00089481                                                                           | Clocher-porche (ancien oratoire) du XIIe siècle.                                                       |                                                                         |              | 48° 50′ 29″ nord, 3° 13′ 42″ ouest |
| Côtes-d'Armor   | Ploumanac'h                 | Oratoire de Saint-Guirec                                    | Classé MH (1903) « PA00089386 », notice no PA00089386                                                                           | XIe – XIIe siècle.                                                                                     | Bas-relief.                                                             |              | 48° 49′ 56″ nord, 3° 29′ 14″ ouest |
| Côtes-d'Armor   | Plurien                     | Église Saint-Pierre de Plurien                              | | Nef majoritairement du XIe siècle                                                                      |                                                                         |              | 48° 37′ 36″ nord, 3° 08′ 22″ ouest |
| Côtes-d'Armor   | Pommerit-le-Vicomte         | Motte du moulin de Pommerit                                 | Inscrit MH (1995)« PA00135354 », notice no PA00135354                                                                           | Motte chemisée côté est.                                                                               |                                                                         |              | 48° 37′ 37″ nord, 3° 08′ 22″ ouest |
| Côtes-d'Armor   | Saint-André-des-Eaux        | Ancienne église de Saint-André-des-Eaux                     | Classé MH (1990) « PA00089580 », notice no PA00089580                                                                           | Ruine. XIe siècle.                                                                                     | Traces de peinture murale.                                              |              | 48° 22′ 21″ nord, 2° 00′ 18″ ouest |
| Côtes-d'Armor   | Saint-Lormel                | Ancienne église Saint-Lunaire de Saint Lormel               | Inscrit MH (1964)« PA00089643 », notice no PA00089643                                                                           | Portail du XIIe siècle.                                                                                | Chapiteaux sculptés.                                                    |              | 48° 32′ 10″ nord, 2° 13′ 41″ ouest |
| Côtes-d'Armor   | Saint-Maden                 | Église Saint Jean de Saint-Maden                            | | Nef et chevet du XIIe siècle.                                                                          |                                                                         |              | 48° 19′ 49″ nord, 2° 04′ 39″ ouest |
| Côtes-d'Armor   | Tréfumel                    | Église Sainte-Agnès de Tréfumel                             | Inscrit MH (1964)« PA00089688 », notice no PA00089688                                                                           | Majoritairement XIe siècle.                                                                            |                                                                         |              | 48° 20′ 18″ nord, 2° 01′ 34″ ouest |
| Côtes-d'Armor   | Trégon                      | Église Saint-Pétrock de Trégon                              | Inscrit MH (1946)« PA00089698 », notice no PA00089698                                                                           | Portail du XIe siècle remonté sur la sacristie.                                                        | Frises sculptées.                                                       |              | 48° 34′ 10″ nord, 2° 10′ 59″ ouest |
| Côtes-d'Armor   | Tréguier                    | Cathédrale Saint-Tugdual de Tréguier                        | Classé MH (1840) « PA00089701 », notice no PA00089701                                                                           | Tour de Hastings du XIIe siècle.                                                                       | Chapiteaux sculptés.                                                    |              | 48° 47′ 15″ nord, 3° 13′ 52″ ouest |
| Côtes-d'Armor   | Trémeur                     | Église Saint-Pierre de Trémeur                              | Inscrit MH (1926)« PA00089733 », notice no PA00089733                                                                           | Mur sud et arcade du XIIe siècle dans le chœur.                                                        |                                                                         |              | 48° 20′ 50″ nord, 2° 15′ 51″ ouest |
| Côtes-d'Armor   | Yvignac-la-Tour             | Église Saint-Malo d'Yvignac-la-Tour                         | Classé MH (1889) « PA00089755 », notice no PA00089755                                                                           | Nef et portail occidental du XIe ou XIIe siècle.                                                       | Chapiteaux sculptés.                                                    |              | 48° 20′ 54″ nord, 2° 10′ 33″ ouest |
| Côtes-d'Armor   | Yvignac-la-Tour             | Temple de Lannouée                                          | Inscrit MH (1976)« PA00089754 », notice no PA00089754                                                                           | Chœur et vestiges de la nef, XIIe siècle.                                                              |                                                                         |              | 48° 23′ 11″ nord, 2° 09′ 21″ ouest |
| Finistère       | Arzano                      | Motte castrale du Roc'h                                     | Inscrit MH (1995)« PA00135355 », notice no PA00135355                                                                           | Motte avec vestige de construction en pierre, enclos de terre levée.                                   |                                                                         |              | 47° 53′ 42″ nord, 3° 24′ 30″ ouest |
| Finistère       | Bénodet                     | Chapelle du Perguet de Bénodet                              | Classé MH (1916) « PA00089830 », notice no PA00089830                                                                           | Nef du XIe siècle.                                                                                     | Chapiteaux sculptés.                                                    |              | 47° 56′ 00″ nord, 4° 01′ 00″ ouest |
| Finistère       | Carhaix-Plouguer            | Église Saint-Pierre de Carhaix-Plouguer                     | Classé MH (1914) « PA00089861 », notice no PA00089861                                                                           | Ouest de la nef du XIe – XIIe siècle.                                                                  |                                                                         |              | 48° 16′ 39″ nord, 3° 34′ 42″ ouest |
| Finistère       | Daoulas                     | Abbaye Notre-Dame de Daoulas                                | Classé MH (1886, 2004) « PA00089906 », notice no PA00089906                                                                     | Nef de l'abbatiale et cloître du XIIe siècle.                                                          | Chapiteaux sculptés du cloître. Vasque sculptée.                        |              | 48° 21′ 43″ nord, 4° 15′ 53″ ouest |
| Finistère       | Fouesnant                   | Église Saint-Pierre-et-Saint-Paul de Fouesnant              | Classé MH (1930) « PA00089964 », notice no PA00089964                                                                           | Nef des XIe et XIIe siècles.                                                                           | Chapiteaux sculptés                                                     |              | 47° 53′ 43″ nord, 4° 00′ 34″ ouest |
| Finistère       | Île-de-Batz                 | Chapelle Sainte-Anne de l'Île-de-Batz                       | Classé MH (1980) « PA00090010 », notice no PA00090010                                                                           | Ruine. Xe ou XIe siècle.                                                                               | Deux impostes gravées.                                                  |              | 48° 44′ 31″ nord, 3° 59′ 36″ ouest |
| Finistère       | Landévennec                 | Abbaye Saint-Guénolé de Landévennec                         | Classé MH (1992) « PA00090040 », notice no PA00090040                                                                           | Ruine. Abbatiale des XIe et XIIe siècles.                                                              | Chapiteaux sculptés.                                                    |              | 48° 17′ 25″ nord, 4° 16′ 00″ ouest |
| Finistère       | Lanmeur                     | Chapelle Notre-Dame de Kernitron                            | Classé MH (1983) « PA00090056 », notice no PA00090056                                                                           | Nef, tour et portails du XIIe siècle.                                                                  | Portails sculptés. Chapiteaux sculptés.                                 |              | 48° 38′ 58″ nord, 3° 43′ 10″ ouest |
| Finistère       | Lanmeur                     | Église Saint-Mélar de Lanmeur                               | Classé MH (1862) « PA00090058 », notice no PA00090058                                                                           | Crypte du Xe siècle.                                                                                   | Piliers sculptés. Sculpture déposée à l'entrée supérieure de la crypte. |              | 48° 38′ 50″ nord, 3° 42′ 57″ ouest |
| Finistère       | Locquénolé                  | Église Saint-Guénolé de Locquénolé                          | Classé MH (1970) « PA00090072 », notice no PA00090072                                                                           | Nef et croisée de transept du XIe siècle.                                                              | Chapiteaux sculptés.                                                    |              | 48° 37′ 30″ nord, 3° 51′ 38″ ouest |
| Finistère       | Loctudy                     | Église Saint-Tudy de Loctudy                                | Classé MH (1946) « PA00090098 », notice no PA00090098                                                                           | Majoritairement XIe et XIIe siècles.                                                                   | Chapiteaux sculptés.                                                    |              | 47° 49′ 54″ nord, 4° 10′ 33″ ouest |
| Finistère       | (La) Martyre                | Enceinte de terre de Kerlavarec                             | Inscrit MH (1995)« PA00135267 », notice no PA00135267                                                                           | Enceinte de terre levée entourée d'un fossé sec.                                                       |                                                                         |              | 48° 26′ 16″ nord, 4° 11′ 31″ ouest |
| Finistère       | Morlaix                     | Église Notre-Dame de Ploujean                               | | Nef du XIe siècle.                                                                                     |                                                                         |              | 48° 36′ 19″ nord, 3° 50′ 03″ ouest |
| Finistère       | Motreff                     | Motte castrale de Kergorlay                                 | Inscrit MH (1976)« PA29000016 », notice no PA29000016                                                                           | Motte avec traces de construction en pierres sèches.                                                   |                                                                         |              | 48° 12′ 17″ nord, 3° 32′ 08″ ouest |
| Finistère       | Plabennec                   | Motte castrale de Lesquelen                                 | Classé MH (1997) « PA00090164 », notice no PA00090164                                                                           | Motte chemisée, basse-cour et chapelle en ruine.                                                       |                                                                         |              | 48° 29′ 03″ nord, 4° 23′ 15″ ouest |
| Finistère       | Plougasnou                  | Église Saint-Pierre de Plougasnou                           | Classé MH (1875) « PA00090232 », notice no PA00090232                                                                           | Arcades romanes côté sud de la nef, XIe siècle.                                                        |                                                                         |              | 48° 41′ 46″ nord, 3° 47′ 32″ ouest |
| Finistère       | Plougonvelin                | Abbaye Saint-Mathieu de Fine-Terre                          | Classé MH (1875) « PA00090242 », notice no PA00090242                                                                           | Ruine. Murs du XIe siècle. Piliers de la nef et pignon ouest du XIIe siècle                            |                                                                         |              | 48° 19′ 48″ nord, 4° 46′ 17″ ouest |
| Finistère       | Ploumoguer                  | Église Saint-Pierre-aux-Liens de Lamber                     | | Nef du XIe siècle.                                                                                     |                                                                         |              | 48° 24′ 59″ nord, 4° 40′ 47″ ouest |
| Finistère       | Plounéventer                | Site archéologique de Morizur                               | Inscrit MH (1996)« PA29000009 », notice no PA29000009                                                                           | Motte avec vestiges d'un édifice en pierre, basses-cours.                                              |                                                                         |              | 48° 34′ 03″ nord, 4° 14′ 57″ ouest |
| Finistère       | Plounéour-Ménez             | Abbaye Notre-Dame du Relecq                                 | Classé MH (1914) « PA00090257 », notice no PA00090257                                                                           | Abbatiale cistercienne du XIIe siècle.                                                                 | Chapiteaux sculptés.                                                    |              | 48° 26′ 56″ nord, 3° 49′ 30″ ouest |
| Finistère       | Plounévez-Lochrist          | Chapelle de Lochrist de Plounévez-Lochrist                  | Classé MH (1914) « PA00090264 », notice no PA00090264                                                                           | Tour du XIe – XIIe siècle.                                                                             |                                                                         |              | 48° 37′ 49″ nord, 4° 14′ 12″ ouest |
| Finistère       | Pouldergat                  | Église Saint-Ergat de Pouldergat                            | | Première travée nord de la nef du XIIe siècle.                                                         | Chapiteaux et bases sculptés.                                           |              | 48° 02′ 36″ nord, 4° 19′ 37″ ouest |
| Finistère       | Quimper                     | Église Notre-Dame de Locmaria de Quimper                    | Classé MH (1855) « PA00090376 », notice no PA00090376                                                                           | Abbatiale majoritairement des XIe – XIIe siècles. Vestiges de la salle capitulaire, XIIe siècle.       | Chapiteaux sculptés.                                                    |              | 47° 59′ 18″ nord, 4° 06′ 43″ ouest |
| Finistère       | Quimperlé                   | Abbaye Sainte-Croix de Quimperlé                            | Classé MH (1840) « PA00090381 », notice no PA00090381                                                                           | XIe siècle, partiellement reconstitué au XIXe siècle. Crypte du XIe siècle.                            | Chapiteaux sculptés.                                                    |              | 47° 52′ 21″ nord, 3° 32′ 42″ ouest |
| Finistère       | Quimperlé                   | Ancienne abbatiale Saint-Colomban de Quimperlé.             | Classé MH (1949) « PA00090377 », notice no PA00090377                                                                           | Portail et baie haute du XIe siècle dans les ruines du pignon ouest.                                   |                                                                         |              | 47° 52′ 24″ nord, 3° 32′ 43″ ouest |
| Finistère       | Scaër                       | Chapelle Saint-Sauveur de Coadry                            | Inscrit MH (1933)« PA00090446 », notice no PA00090446                                                                           | Nef du XIe siècle.                                                                                     |                                                                         |              | 48° 02′ 45″ nord, 3° 45′ 49″ ouest |
| Ille-et-Vilaine | Antrain                     | Église Saint-André d'Antrain                                | | Nef et transept du XIe – XIIe siècle.                                                                  | Chapiteaux sculptés.                                                    |              | 48° 27′ 41″ nord, 1° 29′ 09″ ouest |
| Ille-et-Vilaine | Arbrissel                   | Église Notre-Dame-de-l'Assomption d'Arbrissel               | Inscrit MH (1987)« PA00090497 », notice no PA00090497                                                                           | Majoritairement XIe – XIIe siècle.                                                                     | Modillons sculptés au-dessus du portail occidental.                     |              | 47° 55′ 38″ nord, 1° 18′ 10″ ouest |
| Ille-et-Vilaine | Argentré-du-Plessis         | Chapelle Saint-Pierre                                       | | Chœur et arc diaphragme du XIe – XIIe siècle.                                                          |                                                                         |              | 48° 03′ 30″ nord, 1° 08′ 55″ ouest |
| Ille-et-Vilaine | Argentré-du-Plessis         | Site archéologique du Bois du Pinel                         | Inscrit MH (1995)« PA00135357 », notice no PA00135357                                                                           | Motte et deux basses-cours du XIe siècle.                                                              |                                                                         |              | 48° 01′ 14″ nord, 1° 09′ 48″ ouest |
| Ille-et-Vilaine | Aubigné                     | Église Notre-Dame d'Aubigné                                 | | Nef et arc diaphragme, partiellement du XIIe siècle                                                    |                                                                         |              | 48° 17′ 41″ nord, 1° 38′ 08″ ouest |
| Ille-et-Vilaine | Boistrudan                  | Église St Jacques le Majeur de Boistrudan                   | | Nef majoritairement du XIIe siècle.                                                                    |                                                                         |              | 47° 58′ 11″ nord, 1° 24′ 07″ ouest |
| Ille-et-Vilaine | Bécherel                    | Fortifications de Bécherel.                                 | | Vestiges de l'enceinte urbaine et du donjon, XIIe siècle.                                              |                                                                         |              | 48° 17′ 51″ nord, 1° 56′ 44″ ouest |
| Ille-et-Vilaine | (La) Bouëxière              | Ensemble fortifié de la chapelle et du pont de Chevré       | Inscrit MH (1995)« PA00135271 », notice no PA00135271                                                                           | Chapelle du XIe ou XIIe siècle.                                                                        |                                                                         |              | 48° 11′ 33″ nord, 1° 27′ 35″ ouest |
| Ille-et-Vilaine | (La) Boussac                | Prieuré de Brégain                                          | Inscrit MH (1926)« PA00090509 », notice no PA00090509                                                                           | Tour romane.                                                                                           |                                                                         |              | 48° 29′ 44″ nord, 1° 38′ 24″ ouest |
| Ille-et-Vilaine | Bréal-sous-Vitré            | Église Notre-Dame-de-l'Assomption de Bréal-sous-Vitré.      | | XIe siècle.                                                                                            |                                                                         |              | 48° 06′ 14″ nord, 1° 03′ 38″ ouest |
| Ille-et-Vilaine | Brécé                       | Église Saint-Exupère de Brécé                               | | Abside romane                                                                                          |                                                                         |              | 48° 06′ 39″ nord, 1° 28′ 53″ ouest |
| Ille-et-Vilaine | Brie                        | Église Notre-Dame de Brie                                   | | Chœur du XIe siècle                                                                                    |                                                                         |              | 47° 57′ 04″ nord, 1° 32′ 13″ ouest |
| Ille-et-Vilaine | Campel                      | Enceinte de terre de la Bigotais                            | Inscrit MH (1996)« PA00135272 », notice no PA00135272                                                                           | Double rempart ovoïde de terre levée et fossé.                                                         |                                                                         |              | 47° 56′ 54″ nord, 1° 59′ 28″ ouest |
| Ille-et-Vilaine | (La) Chapelle-de-Brain      | Église Saint-Melaine de Brain-sur-Vilaine                   | | Nef partiellement romane, chevet plat à contrefort roman.                                              |                                                                         |              | 47° 41′ 50″ nord, 1° 53′ 29″ ouest |
| Ille-et-Vilaine | Chateaugiron                | Château de Châteaugiron                                     | Classé MH (1931) « PA00090526 », notice no PA00090526                                                                           | Chœur du XIIe siècle.                                                                                  | Peinture murale du XIIe siècle                                          |              | 48° 02′ 55″ nord, 1° 30′ 10″ ouest |
| Ille-et-Vilaine | Chauvigné                   | Église Notre-Dame de Chauvigné                              | | Chœur et nef partiellement du XIe siècle                                                               |                                                                         |              | 48° 22′ 35″ nord, 1° 27′ 42″ ouest |
| Ille-et-Vilaine | Cherrueix                   | Église Notre-Dame de Cherrueix                              | | Nef partiellement romane.                                                                              |                                                                         |              | 48° 36′ 19″ nord, 1° 42′ 39″ ouest |
| Ille-et-Vilaine | Dol-de-Bretagne             | Cathédrale Saint-Samson de Dol-de-Bretagne                  | Classé MH (1840) « PA00090544 », notice no PA00090544                                                                           | Triplet central de la face ouest, parties basses du chœur et des croisillons. XIIe siècle              |                                                                         |              | 48° 33′ 03″ nord, 1° 45′ 21″ ouest |
| Ille-et-Vilaine | Dol-de-Bretagne             | Maison de la Grisardière                                    | Inscrit MH (2012)« PA35000046 », notice no PA35000046                                                                           | Bas de la façade du XIIe – XIIIe siècle.                                                               | Chapiteaux sculptés.                                                    |              | 48° 33′ 03″ nord, 1° 45′ 10″ ouest |
| Ille-et-Vilaine | Dol-de-Bretagne             | Maison des Petits Palets                                    | Inscrit MH (2014)« PA00090547 », notice no PA00090547                                                                           | Majoritairement XIIe siècle.                                                                           | Chapiteaux et voussures sculptés.                                       |              | 48° 32′ 59″ nord, 1° 45′ 16″ ouest |
| Ille-et-Vilaine | Domloup                     | Église Saint-Loup de Domloup                                | | Ouest de la nef roman.                                                                                 |                                                                         |              | 48° 03′ 45″ nord, 1° 31′ 21″ ouest |
| Ille-et-Vilaine | Essé                        | Église Notre-Dame d'Essé                                    | | Partiellement du XIIe siècle.                                                                          |                                                                         |              | 47° 57′ 27″ nord, 1° 25′ 27″ ouest |
| Ille-et-Vilaine | Grand-Fougeray              | Église Saint-Pierre-et-Saint-Paul du Grand-Fougeray         | | Sud de la nef et porte intérieure ouest du XIIe siècle.                                                |                                                                         |              | 47° 43′ 25″ nord, 1° 43′ 56″ ouest |
| Ille-et-Vilaine | Fougères                    | Château de Fougères                                         | Classé MH (1862) « PA00090557 », notice no PA00090557                                                                           | Tours du XIIe siècle.                                                                                  |                                                                         |              | 48° 21′ 14″ nord, 1° 12′ 35″ ouest |
| Ille-et-Vilaine | Gaël                        | Église Saint-Pierre de Gaël                                 | | Nef et chœur majoritairement du XIe siècle.                                                            |                                                                         |              | 48° 07′ 55″ nord, 2° 13′ 22″ ouest |
| Ille-et-Vilaine | Gahard                      | Église Saint-Exupère de Gahard                              | Inscrit MH (1968)« PA00090580 », notice no PA00090580                                                                           | Nef du XIe siècle.                                                                                     |                                                                         |              | 48° 17′ 48″ nord, 1° 31′ 03″ ouest |
| Ille-et-Vilaine | Guipry                      | Église Saint-Pierre de Guipry                               | | Majoritairement du XIe ou XIIe siècle, remaniée au XXe siècle.                                         |                                                                         |              | 47° 49′ 32″ nord, 1° 50′ 32″ ouest |
| Ille-et-Vilaine | Hédé-Bazouges               | Château de Hédé                                             | Inscrit MH (1926)« PA00090599 », notice no PA00090599                                                                           | Ruine. Donjon du XIIe siècle.                                                                          |                                                                         |              | 48° 17′ 46″ nord, 1° 48′ 19″ ouest |
| Ille-et-Vilaine | Hédé-Bazouges               | Église Notre-Dame de Hédé-Bazouges                          | Inscrit MH (2017)« PA35000080 », notice no PA35000080                                                                           | XIe ou XIIe siècle. Intérieur remodelé au XIXe siècle.                                                 |                                                                         |              | 48° 17′ 49″ nord, 1° 48′ 05″ est   |
| Ille-et-Vilaine | (Les) Iffs                  | Château de Montmuran                                        | Classé MH (2003) « PA00090603 », notice no PA00090603                                                                           | Donjon du XIIe siècle.                                                                                 |                                                                         |              | 48° 17′ 38″ nord, 1° 51′ 39″ ouest |
| Ille-et-Vilaine | Langon                      | Église Saint-Pierre de Langon                               | Inscrit MH (2002)« PA00090614 », notice no PA00090614                                                                           | Majoritairement XIe – XIIe siècle.                                                                     | Traces de peintures romanes découvertes sous les peintures modernes.    |              | 47° 43′ 11″ nord, 1° 50′ 57″ ouest |
| Ille-et-Vilaine | Livré-sur-Changeon          | Église Notre-Dame-de-l'Assomption de Livré-sur-Changeon     | Classé MH (1982) « PA00090617 », notice no PA00090617                                                                           | Chœur et transept du XIIe siècle.                                                                      |                                                                         |              | 48° 13′ 07″ nord, 1° 20′ 32″ ouest |
| Ille-et-Vilaine | (Le) Lou-du-Lac             | Église Saint-Loup du Lou-du-Lac                             | Inscrit MH (2009)« PA35000034 », notice no PA35000034                                                                           | Majoritairement XIe siècle.                                                                            |                                                                         |              | 48° 12′ 32″ nord, 1° 59′ 26″ ouest |
| Ille-et-Vilaine | Luitré-Dompierre            | Église Saint-Pierre de Dompierre-du-Chemin                  | | Chevet droit à contreforts partiellement du XIIe siècle                                                |                                                                         |              | 48° 16′ 02″ nord, 1° 08′ 36″ ouest |
| Ille-et-Vilaine | Luitré-Dompierre            | Église Saint-Martin de Luitré                               | | Tour ouest partiellement du XIIe siècle                                                                |                                                                         |              | 48° 17′ 02″ nord, 1° 07′ 10″ ouest |
| Ille-et-Vilaine | Marcillé-Raoul              | Porte romane de l'église de Marcillé-Raoul                  | Classé MH (1921) « PA00090623 », notice no PA00090623                                                                           | XIIe siècle.                                                                                           | Chapiteaux sculptés.                                                    |              | 48° 23′ 19″ nord, 1° 36′ 21″ ouest |
| Ille-et-Vilaine | Marpiré                     | Ancienne église Saint-Pierre de Marpiré                     | | Abside et murs de la nef partiellement romans                                                          |                                                                         |              | 48° 08′ 33″ nord, 1° 20′ 21″ ouest |
| Ille-et-Vilaine | Messac                      | Chapelle templière de la Coëfferie                          | Inscrit MH (1981)« PA00090629 », notice no PA00090629                                                                           | Nef majoritairement du XIIe siècle.                                                                    | Peintures murales du XIIe siècle.                                       |              | 47° 47′ 25″ nord, 1° 49′ 28″ ouest |
| Ille-et-Vilaine | Messac                      | Église Saint-Abdon-et-Saint-Sennen de Messac                | | Abside et parties de la nef, XIIe siècle                                                               |                                                                         |              | 47° 49′ 29″ nord, 1° 48′ 24″ ouest |
| Ille-et-Vilaine | Mont-Dol                    | Église Saint-Pierre de Mont-Dol                             | Inscrit MH (1971)« PA00090636 », notice no PA00090636                                                                           | Majoritairement XIIe siècle.                                                                           |                                                                         |              | 48° 34′ 11″ nord, 1° 46′ 04″ ouest |
| Ille-et-Vilaine | Noyal -Châtillon-sur-Seiche | Église saint Léonard de Châtillon-sur-Seiche                | | Crypte, abside et partie de la nef romanes                                                             |                                                                         |              | 48° 02′ 19″ nord, 1° 40′ 04″ ouest |
| Ille-et-Vilaine | Parthenay-de-Bretagne       | Église Notre-Dame de Parthenay-de-Bretagne                  | Inscrit MH (1939)« PA00090652 », notice no PA00090652                                                                           | Murs sud et nord de la nef du XIIe siècle.                                                             |                                                                         |              | 48° 11′ 31″ nord, 1° 49′ 50″ ouest |
| Ille-et-Vilaine | Pléchatel                   | Chapelle de Bagaron                                         | | XIIe siècle                                                                                            |                                                                         |              | 47° 51′ 52″ nord, 1° 43′ 03″ ouest |
| Ille-et-Vilaine | Pleurtuit                   | Église Saint-Pierre de Pleurtuit                            | | Éléments romans en réemploi dans l'église du XIXe siècle.                                              | Chapiteaux sculptés du XIIe siècle dans le porche.                      |              | 48° 34′ 46″ nord, 2° 03′ 37″ ouest |
| Ille-et-Vilaine | Pocé-les-Bois               | Ancienne église Notre-Dame-de-la-Nativité de Pocé-les-Bois. | | Chœur subsistant partiellement du XIIe siècle                                                          |                                                                         |              | 48° 06′ 52″ nord, 1° 14′ 55″ ouest |
| Ille-et-Vilaine | (Les) Portes du Coglais     | Chapelle Sainte-Anne de Valaine                             | | Porte romane en réemploi                                                                               | Chapiteaux sculptés.                                                    |              | 48° 28′ 02″ nord, 1° 18′ 33″ ouest |
| Ille-et-Vilaine | (Les) Portes du Coglais     | Église Saint-Jean de Coglès                                 | | Mur nord de la nef roman.                                                                              |                                                                         |              | 48° 27′ 34″ nord, 1° 21′ 53″ ouest |
| Ille-et-Vilaine | Rannée                      | Église Saint-Crépin de Rannée                               | Inscrit MH (1974)« PA00090663 », notice no PA00090663                                                                           | Portail occidental, abside et base de la tour du XIIe siècle.                                          | Chapiteaux sculptés.                                                    |              | 47° 55′ 24″ nord, 1° 14′ 29″ ouest |
| Ille-et-Vilaine | Redon                       | Abbatiale Saint-Sauveur de Redon                            | Classé MH (1862) « PA00090666 », notice no PA00090666                                                                           | Nef et transept du XIe siècle, tour de croisée du XIIe siècle.                                         | Chapiteaux sculptés, peinture murale.                                   |              | 47° 39′ 01″ nord, 2° 05′ 02″ ouest |
| Ille-et-Vilaine | Rennes                      | Notre-Dame-en-Saint-Melaine de Rennes                       | Classé MH (2013) « PA00090672 », notice no PA00090672                                                                           | Croisillon nord, arc diaphragme et vestige de la nef du XIe siècle.                                    |                                                                         |              | 48° 06′ 53″ nord, 1° 40′ 23″ ouest |
| Ille-et-Vilaine | Rheu (le)                   | Église Saint-Melaine de Moigné                              | | Abside et mur nord de la nef romans                                                                    |                                                                         |              | 48° 04′ 48″ nord, 1° 46′ 29″ ouest |
| Ille-et-Vilaine | Romazy                      | Église Saint-Pierre-et-Saint-Paul de Romazy                 | | Porte sud et partie de la nef, XIe siècle                                                              |                                                                         |              | 48° 22′ 50″ nord, 1° 29′ 44″ ouest |
| Ille-et-Vilaine | Saint-Grégoire              | Église de Saint-Grégoire                                    | | Murs de la nef du XIe siècle, remaniés au XIXe siècle.                                                 |                                                                         |              | 48° 09′ 12″ nord, 1° 40′ 53″ ouest |
| Ille-et-Vilaine | Saint-Hilaire-des-Landes    | Église Saint-Hilaire                                        | | Mur nord de la nef, XIe siècle                                                                         |                                                                         |              | 48° 21′ 06″ nord, 1° 21′ 25″ ouest |
| Ille-et-Vilaine | Saint-Lunaire               | Vieille église de Saint-Lunaire                             | Classé MH (1913) « PA00090796 », notice no PA00090796                                                                           | Nef du XIe siècle.                                                                                     |                                                                         |              | 48° 38′ 02″ nord, 2° 06′ 30″ ouest |
| Ille-et-Vilaine | Saint-Malo                  | Cathédrale Saint-Pierre d'Aleth                             | Inscrit MH (1910)« PA00090800 », notice no PA00090800                                                                           | Ruine. Xe siècle                                                                                       |                                                                         |              | 48° 38′ 09″ nord, 2° 01′ 37″ ouest |
| Ille-et-Vilaine | Saint-Malo                  | Cathédrale Saint-Vincent de Saint-Malo                      | Classé MH (1910) « PA00090798 », notice no PA00090798                                                                           | Nef, croisée du transept et travée des croisillon, cloître, XIIe siècle.                               | Chapiteaux sculptés dans la nef et le cloître.                          |              | 48° 38′ 58″ nord, 2° 01′ 32″ ouest |
| Ille-et-Vilaine | Saint-Marc-le-Blanc         | Église Saint-Martin de Baillé                               | | Nef partiellement romane.                                                                              |                                                                         |              | 48° 21′ 35″ nord, 1° 22′ 51″ ouest |
| Ille-et-Vilaine | Saint-Marc-le-Blanc         | Église Saint-Médard de Saint-Marc-le-Blanc                  | | Nef partiellement romane.                                                                              |                                                                         |              | 48° 21′ 54″ nord, 1° 24′ 33″ ouest |
| Ille-et-Vilaine | Saint-Méen-le-Grand         | Abbaye de Saint-Méen                                        | Inscrit MH (1930) « PA00090875 », notice no PA00090875                                                                          | Vestiges du XIIe siècle dans la nef.                                                                   | Vestiges de peinture murale.                                            |              | 48° 11′ 17″ nord, 2° 11′ 35″ ouest |
| Ille-et-Vilaine | Saint-Sauveur-des-Landes    | Église prieurale Saint-Sauveur                              | | Sud de la nef et chœur du XIIe siècle.                                                                 | Chapiteaux sculptés.                                                    |              | 48° 20′ 33″ nord, 1° 18′ 46″ ouest |
| Ille-et-Vilaine | Saint-Sulpice-la-Forêt      | Abbaye Notre-Dame du Nid-au-Merle                           | Inscrit MH (1926) « PA00090883 », notice no PA00090883                                                                          | Ruine. XIIe siècle.                                                                                    |                                                                         |              | 48° 13′ 10″ nord, 1° 34′ 29″ ouest |
| Ille-et-Vilaine | Le Tiercent                 | Église Saint-Martin du Tiercent                             | Inscrit MH (1944) Notice no IA00007168, sur la plateforme ouverte du patrimoine, base Mérimée, ministère français de la Culture | Nef principalement romane                                                                              |                                                                         |              | 48° 21′ 01″ nord, 1° 24′ 18″ ouest |
| Ille-et-Vilaine | Torcé                       | Église Saint-Médard de Torcé                                | Inscrit MH (2003) « PA35000022 », notice no PA35000022                                                                          | Crypte romane et vestiges d'une fenêtre au nord de la nef, XIe siècle ?                                |                                                                         |              | 48° 03′ 43″ nord, 1° 15′ 57″ ouest |
| Ille-et-Vilaine | Tremblay                    | Église priorale Saint-Martin de Tremblay                    | Inscrit MH (1926) « PA00090890 », notice no PA00090890                                                                          | Abside, transept, mur méridional de la nef, du XIe siècle.                                             |                                                                         |              | 48° 25′ 22″ nord, 1° 28′ 33″ ouest |
| Ille-et-Vilaine | Vieux-Vy-sur-Couesnon       | Église Saint-Germain de Vieux-Vy-sur-Couesnon               | | Mur nord et arcade donnant sur le croisillon nord, XIe siècle.                                         |                                                                         |              | 48° 20′ 32″ nord, 1° 29′ 17″ ouest |
| Ille-et-Vilaine | Vitré                       | Château de Vitré                                            | Classé MH (1872) « PA00090896 », notice no PA00090896                                                                           | Façade de la chapelle du XIIe siècle.                                                                  |                                                                         |              | 48° 07′ 28″ nord, 1° 12′ 55″ ouest |
| Ille-et-Vilaine | Vignoc                      | Site archéologique du bois de Montbourcher                  | Inscrit MH (1995) « PA00135277 », notice no PA00135277                                                                          | Motte et basse-cour du XIe siècle.                                                                     |                                                                         |              | 48° 14′ 29″ nord, 1° 45′ 23″ ouest |
| Ille-et-Vilaine | Visseiche                   | Église Saint-Pierre de Visseiche                            | Classé MH (1990) « PA00090895 », notice no PA00090895                                                                           | Mur sud de la nef partiellement roman.                                                                 |                                                                         |              | 47° 57′ 20″ nord, 1° 18′ 05″ ouest |
| Morbihan        | Ambon                       | Église Saint-Cyr-et-Sainte-Julitte d'Ambon                  | Classé MH (1990) « PA00090977 », notice no PA00090977                                                                           | Nef du Xe siècle, croisée du transept.                                                                 | Chapiteaux sculptés. Vestiges de peinture murale.                       |              | 47° 33′ 17″ nord, 2° 33′ 32″ ouest |
| Morbihan        | Arzal                       | Chapelle Saint-Jean-Baptiste de Lantiern                    | Classé MH (1964) « PA00090983 », notice no PA00090983                                                                           | Deux arcades romanes au nord-ouest de la nef.                                                          |                                                                         |              | 47° 31′ 41″ nord, 2° 24′ 04″ ouest |
| Morbihan        | Belz                        | Chapelle Saint-Cado de Belz                                 | Inscrit MH (1925) « PA00091024 », notice no PA00091024                                                                          | Majoritairement du XIIe siècle.                                                                        | Chapiteaux sculptés.                                                    |              | 47° 41′ 12″ nord, 3° 11′ 04″ ouest |
| Morbihan        | Brech                       | Église Saint-André de Brech                                 | | Nef et croisée du transept du XIIe siècle.                                                             | Chapiteaux sculptés.                                                    |              | 47° 43′ 15″ nord, 2° 59′ 42″ ouest |
| Morbihan        | Bubry                       | Motte castrale de Vieux-Saint-Yves                          | Inscrit MH (1995) « PA00135358 », notice no PA00135358                                                                          | Motte et basse-cour.                                                                                   |                                                                         |              | 47° 55′ 45″ nord, 3° 09′ 20″ ouest |
| Morbihan        | Calan                       | Église de la Trinité de Calan                               | Classé MH (1930) « PA00091066 », notice no PA00091066                                                                           | Nef et transept du XIIe siècle                                                                         | Chapiteaux sculptés. Vestiges de peinture murale.                       |              | 47° 52′ 31″ nord, 3° 19′ 23″ ouest |
| Morbihan        | Campénéac                   | Chapelle Saint-Jean de Campénéac                            | Inscrit MH (1946) « PA00091071 », notice no PA00091071                                                                          | XIIIe siècle ?                                                                                         |                                                                         |              | 47° 59′ 26″ nord, 2° 15′ 24″ ouest |
| Morbihan        | Cleguer                     | Église Saint-Gérand de Cleguer                              | | Nef du XIe siècle.                                                                                     |                                                                         |              | 47° 51′ 15″ nord, 3° 23′ 06″ ouest |
| Morbihan        | Guégon                      | Église Saint-Pierre-et-Saint-Paul de Guégon                 | Classé MH (1965) « PA00091232 », notice no PA00091232                                                                           | Nef du XIIe siècle.                                                                                    |                                                                         |              | 47° 56′ 20″ nord, 2° 33′ 55″ ouest |
| Morbihan        | Hennebont                   | Chapelle Saint-Gunthiern de Locoyarn                        | Classé MH (1993) « PA00091278 », notice no PA00091278                                                                           | Nef du XIe – XIIe siècle.                                                                              | Chapiteaux sculptés.                                                    |              | 47° 47′ 10″ nord, 3° 17′ 23″ ouest |
| Morbihan        | Hennebont                   | Église Saint-Gilles d’Hennebont                             | | Majoritairement XIIe siècle.                                                                           | Chapiteaux sculptés.                                                    |              | 47° 48′ 36″ nord, 3° 14′ 33″ ouest |
| Morbihan        | Île-d'Arz                   | Église de la Nativité de l'Île-d'Arz                        | Classé MH (1862) « PA00091304 », notice no PA00091304                                                                           | Nef, bras du transept et tour du XIIe siècle.                                                          | Chapiteaux sculptés.                                                    |              | 47° 35′ 22″ nord, 2° 48′ 07″ ouest |
| Morbihan        | Inzinzac-Lochrist           | Église Saint-Pierre d'Inzinzac-Lochrist                     | | Colonnes romanes du XIIe siècle en réemploi dans l’église construite en 1929.                          | Chapiteaux sculptés.                                                    |              | 47° 50′ 37″ nord, 3° 15′ 57″ ouest |
| Morbihan        | Josselin                    | Basilique Notre-Dame du Roncier de Josselin                 | Inscrit MH (1927) « IA00121572 », notice no IA00121572                                                                          | Vestiges du XIIe siècle dans le chœur.                                                                 |                                                                         |              | 47° 57′ 13″ nord, 2° 32′ 52″ ouest |
| Morbihan        | Josselin                    | Chapelle Sainte-Croix de Josselin                           | Inscrit MH (1975) « PA00091313 », notice no PA00091313                                                                          | Nef du XIe siècle.                                                                                     |                                                                         |              | 47° 57′ 05″ nord, 2° 33′ 05″ ouest |
| Morbihan        | Josselin                    | Église Saint-Martin de Josselin                             | Inscrit MH (2003) « PA56000057 », notice no PA56000057                                                                          | Transept et absidioles du XIIe siècle.                                                                 |                                                                         |              | 47° 57′ 25″ nord, 2° 33′ 00″ ouest |
| Morbihan        | Langonnet                   | Église Saint-Pierre-et-Saint-Paul de Langonnet              | Classé MH (1980) « PA00091338 », notice no PA00091338                                                                           | Nef du XIIe siècle.                                                                                    | Sculptures. Chapiteaux sculptés.                                        |              | 48° 09′ 43″ nord, 3° 27′ 08″ ouest |
| Morbihan        | Locmariaquer                | Église Notre-Dame de Locmariaquer                           | Classé MH (1925) « PA00091388 », notice no PA00091388                                                                           | Transept et chœur du XIe – XIIe siècle.                                                                | Chapiteaux sculptés.                                                    |              | 47° 34′ 09″ nord, 2° 56′ 38″ ouest |
| Morbihan        | Locoal-Mendon               | Église Saint-Goal de Locoal                                 | | Arcades romanes murées dans les murs de la nef.                                                        |                                                                         |              | 47° 42′ 16″ nord, 3° 08′ 49″ ouest |
| Morbihan        | Malestroit                  | Chapelle de la Madeleine de Malestroit                      | Inscrit MH (1934) « PA00091417 », notice no PA00091417                                                                          | Ruine. Pignon ouest roman.                                                                             |                                                                         |              | 47° 48′ 45″ nord, 2° 22′ 39″ ouest |
| Morbihan        | Malestroit                  | Église Saint-Gilles de Malestroit                           | Classé MH (1931) « PA00091420 », notice no PA00091420                                                                           | Partie du chœur, croisillon sud et croisée du transept du XIIe siècle.                                 | Sculptures, porche sud.                                                 |              | 47° 48′ 36″ nord, 2° 22′ 56″ ouest |
| Morbihan        | Melrand                     | Village de l'an Mil de Melrand                              | | Village médiéval déserté du XIe siècle.                                                                |                                                                         |              | 47° 58′ 20″ nord, 3° 07′ 31″ ouest |
| Morbihan        | Merlevenez                  | Église Notre-Dame-de-Joie de Merlevenez                     | Classé MH (1927) « PA00091442 », notice no PA00091442                                                                           | Portails, nef et transept du XIe – XIIe siècle.                                                        | Portails et chapiteaux sculptés.                                        |              | 47° 44′ 10″ nord, 3° 14′ 06″ ouest |
| Morbihan        | Missiriac                   | Église Notre-Dame de Missiriac                              | | Nef du XIe siècle.                                                                                     |                                                                         |              | 47° 50′ 12″ nord, 2° 21′ 03″ ouest |
| Morbihan        | Mohon                       | camp des Rouëts                                             | Inscrit MH (1975) « PA00091447 », notice no PA00091447                                                                          | Motte et basse-cour.                                                                                   |                                                                         |              | 48° 02′ 29″ nord, 2° 30′ 54″ ouest |
| Morbihan        | Noyal-Muzillac              | Église Saint-Martin de Noyal-Muzillac                       | | Croisée du transept et piles nord du chœur partiellement romane                                        |                                                                         |              | 47° 35′ 29″ nord, 2° 27′ 24″ ouest |
| Morbihan        | Ploërdut                    | Chapelle de Lochrist                                        | Inscrit MH (1933) « PA00091491 », notice no PA00091491                                                                          | Nef romane.                                                                                            |                                                                         |              | 48° 04′ 17″ nord, 3° 19′ 55″ ouest |
| Morbihan        | Ploërdut                    | Église Saint-Pierre de Ploërdut                             | Classé MH (1964) « PA00091492 », notice no PA00091492                                                                           | Nef du XIe – XIIe siècle.                                                                              | Chapiteaux sculptés.                                                    |              | 48° 05′ 14″ nord, 3° 17′ 15″ ouest |
| Morbihan        | Ploërmel                    | Remparts                                                    | Inscrit MH (1995) « PA00135280 », notice no PA00135280                                                                          | XIIe siècle.                                                                                           |                                                                         |              | 47° 56′ 00″ nord, 2° 23′ 49″ ouest |
| Morbihan        | Plouhinec                   | Église Saint-Guénin de Locquénin                            | | Côté nord de l'ancienne nef, XIIe siècle.                                                              |                                                                         |              | 47° 40′ 13″ nord, 3° 13′ 16″ ouest |
| Morbihan        | Plumergat                   | Église Saint-Thuriau de Plumergat                           | Inscrit MH (1925) « PA00091559 », notice no PA00091559                                                                          | Nef du XIIe siècle.                                                                                    | Chapiteaux sculptés.                                                    |              | 47° 44′ 31″ nord, 2° 55′ 05″ ouest |
| Morbihan        | Priziac                     | Église Saint-Beheau de Priziac                              | Inscrit MH (1925) « PA00091592 », notice no PA00091592                                                                          | Piles de la croisée et sud de la nef, bras du transept, XIIe siècle.                                   | Chapiteaux sculptés.                                                    |              | 48° 03′ 39″ nord, 3° 24′ 38″ ouest |
| Morbihan        | Rochefort-en-Terre          | Église Notre-Dame-de-la-Tronchaye                           | Classé MH (1931) « PA00091639 », notice no PA00091639                                                                           | Tour de la croisée du transept du XIIe siècle.                                                         |                                                                         |              | 47° 41′ 54″ nord, 2° 20′ 19″ ouest |
| Morbihan        | Saint-Aignan                | Site archéologique du Corboulo dit Motten-Morvan            | Inscrit MH (1995) « PA00135360 », notice no PA00135360                                                                          | Motte et basse-cour.                                                                                   |                                                                         |              | 48° 10′ 23″ nord, 3° 00′ 56″ ouest |
| Morbihan        | Saint-Gildas-de-Rhuys       | Abbaye Saint-Gildas de Rhuys                                | Classé MH (1840) « PA00091674 », notice no PA00091674                                                                           | Bras nord du transept du XIe siècle, chœur du XIIe siècle.                                             | Chapiteaux sculptés.                                                    |              | 47° 29′ 59″ nord, 2° 50′ 24″ ouest |
| Morbihan        | Saint-Jean-Brévelay         | Église Saint-Jean-de-Beverley                               | Inscrit MH (1929) « PA00091684 », notice no PA00091684                                                                          | Transept ouest et portail sud du XIIe siècle.                                                          |                                                                         |              | 47° 50′ 43″ nord, 2° 43′ 22″ ouest |
| Morbihan        | Saint-Malo-de-Beignon       | Église Saint-Malo de Saint-Malo-de-Beignon                  | Inscrit MH (1927) « PA00091689 », notice no PA00091689                                                                          | Façade ouest avec portail XIIIe siècle.                                                                |                                                                         |              | 47° 57′ 33″ nord, 2° 08′ 57″ ouest |
| Morbihan        | Sulniac                     | Église Saint-Pierre de Sulniac                              | | Croisée de transept du XIe siècle.                                                                     | Chapiteaux sculptés.                                                    |              | 47° 40′ 35″ nord, 2° 34′ 17″ ouest |
| Morbihan        | Surzur                      | Église Saint-Symphorien de Surzur                           | | Nef et croisée de transept du XIe siècle.                                                              | Chapiteaux sculptés.                                                    |              | 47° 34′ 40″ nord, 2° 37′ 47″ ouest |
| Morbihan        | Treffléan                   | Chapelle Notre-Dame de Cran                                 | Classé MH (1962) « PA00091759 », notice no PA00091759                                                                           | Croisée de transept du XIIe siècle ?                                                                   | Chapiteaux sculptés.                                                    |              | 47° 39′ 58″ nord, 2° 36′ 02″ ouest |
| Morbihan        | (La) Trinité-Porhoët        | Église abbatiale de La Trinité-Porhoët                      | Classé MH (1975) « PA00091763 », notice no PA00091763                                                                           | Nord de la nef du XIIe siècle.                                                                         |                                                                         |              | 48° 05′ 51″ nord, 2° 32′ 53″ ouest |

## Carte
| \| Localisation de la Bretagne en France \| Église de Bourseul Église de Bourbriac Église de Brélévenez Motte de Rospellem Église de Créhen Château de Montafilan Dinan(2) Guingamp(2) Église d'Hillion Lamballe (2) Église de Langast Temple de Lanleff île Modez(2) Église de Morieux Église de Perros-Guirec Tour de Montbran Château de Castel Cran Abbaye de Boquen Mottes Les Bourgs Heusas Église de Plurien Motte du moulin de Pommerit Chapelle St-Gonéry Oratoire de St-Guirec Ancienne église de St-André-des-Eaux Ancienne église de St-Judoce Ancienne église de St Lormel Église de St-Maden Église de Tréfumel Église de Trégon Cathédrale de Tréguier Église de Trémeur Yvignac(2) Motte du Roc'h Chapelle du Perguet Église de Carhaix-Plouguer Abbaye de Daoulas Église de Fouesnant Chapelle Ste-Anne Abbaye de Landévennec Lanmeur(2) Église de Locquénolé Église de Loctudy Enceinte de Kerlavarec Église de Ploujean Motte de Kergorlay Motte de Lesquelen Église de Plougasnou Abbaye St-Mathieu Église de Lamber Motte de Morizur Abbaye du Relec Chapelle de Lochrist Église de Pouldergat Eglise de Locmaria de Quimper Quimperlé(2) Chapelle de Coadry Église d'Antrain Église d'Arbrissel Chapelle St-Pierre d'Argentré-du-Plessis Église d'Aubigné Bécherel Église de Boistrudan Motte du Bois du Pinel Église de Bréal sous-Vitré Église de Brécé Église de Brie Enceinte de la Bigotais Église de Gaël Église de Guipry Église de Brain-sur-Vilaine Château de Châteaugiron Église de Chauvigné Église de Cherrueix Dol-de-Bretagne(3) Église de Domloup Église d'Essé Église du Grand-Fougeray Château de Fougères Église de Gahard Hédé(2) Chapelle de Chevré Prieuré de Brégain Église de Langon Église du Lou-du-Lac Luitré-Dompierre(2) Château de Montmuran Église de Livré-sur-Changeon Portail de Marcillé-Raoul Ancienne église de Marpiré Messac(2) Église de Mont-Dol Église de Châtillon-sur-Seiche Église de Parthenay-de-Bretagne Chapelle de Bagaron Église de Rannée Ancienne église de Pocé-les-Bois Église de Pleurtuit Les Portes du Coglais(2) Abbaye de Redon Notre-Dame-en-St-Melaine Église de Moigné Église de Romazy Église de St-Grégoire Église de St-Hilaire-des-Landes Vieille église de St-Lunaire Cathédrale d'Aleth Cathédrale de St-Malo St-Marc-le-Blanc(2) Abbaye de St-Méen Abbaye du Nid-au-Merle Église de St-Sauveur-des-Landes Église de Torcé Église de Tremblay Église de Vieux-Vy-sur-Couesnon Château de Vitré Motte de Montbourcher Église de Visseiche Église d'Ambon Chapelle de Lantiern Chapelle St-Cado de Belz Église de Brech Motte de Vieux-St-Yves Église de Calan Chapelle de Campénéac Église de Cléguer Église d’Erquy Église de Guégon Chapelle de Locoyarn Église St-Gilles d’Hennebont Église de l'Île-d'Arz Église d'Inzinzac-Lochrist Josselin(3) Église de Langonnet Église de La Trinité-Porhoët Église de Locmariaquer Église de Locoal Malestroit(2) Village de Melrand Église de Merlevenez Église de Missiriac Camp des Rouëts Église de Noyal-Muzillac Ploërdut(2) Remparts de Ploërmel Église de Locquénin Église de Plumergat Église de Priziac Église de Rochefort-en-Terre Corboulo / Motten-Morvan Abbaye Saint-Gildas de Rhuys Église de St-Jean-Brévelay Église de St-Malo-de-Beignon Église de Sulniac Église de Surzur Chapelle Notre-Dame de Cran |
| Localisation de la Bretagne en France |